# Ngụy An Ly vương
Ngụy An Ly vương (chữ Hán: 魏安釐王; trị vì: 277 TCN - 243 TCN), tên thật là Ngụy Ngữ (魏圉), là vị vua thứ sáu của nước Ngụy - chư hầu nhà Chu thời Chiến Quốc trong lịch sử Trung Quốc. Ông là con của Ngụy Chiêu vương, vua thứ năm của nước Ngụy. Năm 277 TCN, Chiêu vương chết, An Ly vương kế vị.

## Sự nghiệp
Một năm sau khi lên ngôi, Ngụy An Ly vương đã phong cho em mình là Ngụy Vô Kỵ làm Tín Lăng quân, ban cho đất Tín Lăng (nay thuộc Hà Nam).
Năm 275 TCN, tướng quốc nước Tần là Nhương hầu Ngụy Nhiễm đem quân đánh nước Hàn, quân Hàn thất bại, 4 vạn quân bị giết, tướng Bạo Diên sang đầu hàng nước Ngụy, Ngụy xin cắt 8 thành cầu hoà. Nhương hầu không nghe, đem quân chiếm Bắc Trạch, bao vây Đại Lương, Ngụy phải dâng đất xin hàng.
Năm 274 TCN, thấy nước Tần lớn mạnh, Ngụy An Ly vương cùng Tề Tương vương hợp tung chống Tần. Tần Chiêu vương sai Nhương hầu đánh Ngụy chiếm 4 thành, bốn vạn quân bị giết.
Năm 273 TCN, Ngụy cùng nước Triệu hợp binh đánh Hàn, vây Hoa Dương. Nhương hầu cùng Vũ An quân Bạch Khởi, khách khanh Hồ Dương đánh Ngụy cứu Hàn, đánh bại Ngụy ở thành Hoa Dương (nay là Trịnh Châu, Hà Nam), giết 13 vạn quân Ngụy, đại thần Đoàn Can Mộc xin An Ly vương cắt đất cầu hoà, Tô Đại lại ngăn cản nhưng ông không nghe.
Cùng năm đó, Bạch Khởi lại đánh Ngụy, Mạnh Thường quân tiến cử Mang Mão làm tướng chống Tần, bị Bạch Khởi đánh bại, Hoa Dương bị chiếm, Mang Mão bỏ chạy, Mạnh Thường quân hoảng sợ, vội vào dưới trướng Tín Lăng quân để chạy tội.
Mưu thần nhà Chu là Mã Phạm sang Ngụy nói với Ngụy An Ly Vương rằng vua Chu tuổi cao sắp qua đời, nếu Ngụy trợ giúp binh cho nhà Chu thì sẽ dâng cửu đỉnh cho Ngụy. Ngụy An Ly Vương nghe theo, cấp một đội quân phòng thủ cho nhà Chu.
Mã Phạm lại đến nước Tần xui Tần Chiêu Tương Vương thử đánh Chu xem Ngụy có cứu không. Vua Tần sai tướng đánh Đông Chu. Mã Phạm trở lại nói với Ngụy An Ly vương rằng:
Việc Ngụy đưa quân vào Chu khiến thiên hạ ngờ vực Ngụy muốn đánh Chu chứ không phải muốn cứu Chu. Chi bằng giúp nhà Chu xây thành phòng thủ để cứu Chu, khi nào vua Chu bớt bệnh sẽ thuyết phục lại việc cho Ngụy chín đỉnh.
Ngụy An Ly vương nghe theo, bèn sai quân đi đắp thành cho nhà Chu.
Năm 257 TCN, Tần đánh Hàm Đan của Triệu, nước Triệu lâm vào nguy khốn, Bình Nguyên quân phải sai chính thê là chị của Ngụy An Ly vương sang cầu cứu Ngụy, An Ly vương không nghe, Tín Lăng quân cố khuyên. Ngụy An Ly vương bèn sai tướng quân Tấn Bỉ cầm mười vạn quân đi cứu Triệu nhưng vì bị sứ Tần sang doạ sẽ đánh Nguỵ nên ông ra lệnh cho Tấn Bỉ đóng quân án binh bất động chờ tình hình chiến sự hai bên.
Bình Nguyên quân sai sư đến giục. Tín Lăng quân bèn bí mất sai Chu Hợi giết Tấn Bỉ, đoạt binh phù rồi đem 8 vạn quân cứu Triệu. Tướng Tần là Vương Lăng thấy hai cánh quân cứu viện lâu ngày không dám tiến, nghĩ rằng quân chư hầu nhát, không ngờ quân Nguỵ ồ ạt kéo đến. Nguỵ Vô Kỵ dẫn quân kịch chiến với quân Tần. Quân Tần thua trận, phải giải vây rút lui.
Tín Lăng quân tuy cứu Triệu nhưng sợ Ngụy An Ly vương giận mình cướp binh phù bèn ở lại nước Triệu, được vua Triệu phong đất Hoắc.
Năm 247 TCN, Tần Trang Tương vương sai tướng là Mông Ngao ngày đêm đem binh về hướng Đông đánh Ngụy. An Ly vương mời Tín Lăng quân về.
Ngụy An Ly vương gặp lại em trai, lập tức trao cho ấn thượng tướng quân. Tín Lăng quân cầm quân cả năm nước đánh tan quân Tần ở Hà Ngoại. Tướng Tần là Mông Ngao bỏ chạy. Nguỵ Vô Kỵ thừa thắng đuổi quân Tần đến ải Hàm Cốc.

## Qua đời
Năm 243 TCN, An Ly vương mất. Con ông là Ngụy Cảnh Mẫn vương lên nối ngôi.
Sau này Hàn Phi tử viết sách đã khen An Ly vương là vị quân chủ trung hưng của nước Ngụy.

## Mối tình đồng tính
Trong thời kỳ trị vì của mình, Ngụy An Ly Vương cũng từng vướng vào thứ tình yêu đồng giới với Long Dương quân. Tương truyền một lần ông cùng Long Dương Quân đi câu cá. Long Dương Quân câu được nhiều cá. Đang chơi vui, Long Dương quân khóc. Ngụy Vương dò hỏi nguyên do. Long Dương quân vừa khóc vừa bẩm rằng: 
| “                 | Chính là vì lũ cá này. Khi mới câu được, thần thấy rất vui, nhưng cứ câu được con cá to hơn thì thần lại muốn vứt bỏ những con trước đó. Thần lại nghĩ đến thân phận mình, lẽ nào thần cũng như lũ cá kia. Trong cõi bốn bể nhân gian này, mỹ nhân nhiều không đếm xuể. Họ đem lòng đố kỵ với tiểu thần vì được nhà vua sủng ái. Cũng vì lẽ ấy, đám người này đua chen để được ở gần đại vương. Xem ra, tiểu thần rồi cũng sẽ như lũ cá kia, bị vứt bỏ lãng quên, nghĩ đến cảnh ấy, thần không buồn không khóc sao được? | ” |
| — Long Dương Quân | |   |

Ngụy An Ly Vương nghe thấy vậy, cảm động vô cùng, vội vàng an ủi Long Dương quân rồi ban lệnh: 
| “ | Từ này về sau, kẻ nào dám ca tụng, tiến cử mỹ nhân, sẽ bị tru di cả họ | ” |

Hành động này của Long Dương quân làm cho những mỹ nhân trong cung khó bề tiếp cận Ngụy An Ly Vương, từ đó người đời sau thường dùng thành ngữ Long Dương hay mê Long Dương để chỉ mối tình đồng giới.

## Phả hệ
|                                    |                                    |                                    |                                    |                                    |                                    |  |  |                                  |                                  |                                  |                                  |                                  |                                  |  |  | Tất Vạn                                             |                                                     |                                                     |                                                     |                                                     |                                                     |  |  |                                |                                |                                |                                |                                |                                |  |  |  |  |  |  |  |  |  |  |  |  |  |  |  |  |  |  |  |  |  |  |
|                                    |                                    |                                    |                                    |                                    |                                    |  |  |                                  |                                  |                                  |                                  |                                  |                                  |  |  |                                                     |                                                     |                                                     |                                                     |                                                     |                                                     |  |  |                                |                                |                                |                                |                                |                                |  |  |  |  |  |  |  |  |  |  |  |  |  |  |  |  |  |  |  |  |  |  |
|                                    |                                    |                                    |                                    |                                    |                                    |  |  |                                  |                                  |                                  |                                  |                                  |                                  |  |  | Ngụy Mang Quý                                       |                                                     |                                                     |                                                     |                                                     |                                                     |  |  |                                |                                |                                |                                |                                |                                |  |  |  |  |  |  |  |  |  |  |  |  |  |  |  |  |  |  |  |  |  |  |
|                                    |                                    |                                    |                                    |                                    |                                    |  |  |                                  |                                  |                                  |                                  |                                  |                                  |  |  |                                                     |                                                     |                                                     |                                                     |                                                     |                                                     |  |  |                                |                                |                                |                                |                                |                                |  |  |  |  |  |  |  |  |  |  |  |  |  |  |  |  |  |  |  |  |  |  |
|                                    |                                    |                                    |                                    |                                    |                                    |  |  |                                  |                                  |                                  |                                  |                                  |                                  |  |  | Ngụy Vũ tử Ngụy Sưu                                 |                                                     |                                                     |                                                     |                                                     |                                                     |  |  |                                |                                |                                |                                |                                |                                |  |  |  |  |  |  |  |  |  |  |  |  |  |  |  |  |  |  |  |  |  |  |
|                                    |                                    |                                    |                                    |                                    |                                    |  |  |                                  |                                  |                                  |                                  |                                  |                                  |  |  |                                                     |                                                     |                                                     |                                                     |                                                     |                                                     |  |  |                                |                                |                                |                                |                                |                                |  |  |  |  |  |  |  |  |  |  |  |  |  |  |  |  |  |  |  |  |  |  |
|                                    |                                    |                                    |                                    |                                    |                                    |  |  |                                  |                                  |                                  |                                  |                                  |                                  |  |  |                                                     |                                                     |                                                     |                                                     |                                                     |                                                     |  |  |                                |                                |                                |                                |                                |                                |  |  |  |  |  |  |  |  |  |  |  |  |  |  |  |  |  |  |  |  |  |  |
| Ngụy Khỏa Lệnh Hồ thị              | Ngụy Khỏa Lệnh Hồ thị              | Ngụy Khỏa Lệnh Hồ thị              | Ngụy Khỏa Lệnh Hồ thị              | Ngụy Khỏa Lệnh Hồ thị              | Ngụy Khỏa Lệnh Hồ thị              |  |  | Ngụy Kỹ Lã thị ?-575 TCN         | Ngụy Kỹ Lã thị ?-575 TCN         | Ngụy Kỹ Lã thị ?-575 TCN         | Ngụy Kỹ Lã thị ?-575 TCN         | Ngụy Kỹ Lã thị ?-575 TCN         | Ngụy Kỹ Lã thị ?-575 TCN         |  |  | Ngụy Điệu tử Ngụy Khỏa                              | Ngụy Điệu tử Ngụy Khỏa                              | Ngụy Điệu tử Ngụy Khỏa                              | Ngụy Điệu tử Ngụy Khỏa                              | Ngụy Điệu tử Ngụy Khỏa                              | Ngụy Điệu tử Ngụy Khỏa                              |  |  |                                |                                |                                |                                |                                |                                |  |  |  |  |  |  |  |  |  |  |  |  |  |  |  |  |  |  |  |  |  |  |
| Ngụy Khỏa Lệnh Hồ thị              | Ngụy Khỏa Lệnh Hồ thị              | Ngụy Khỏa Lệnh Hồ thị              | Ngụy Khỏa Lệnh Hồ thị              | Ngụy Khỏa Lệnh Hồ thị              | Ngụy Khỏa Lệnh Hồ thị              |  |  | Ngụy Kỹ Lã thị ?-575 TCN         | Ngụy Kỹ Lã thị ?-575 TCN         | Ngụy Kỹ Lã thị ?-575 TCN         | Ngụy Kỹ Lã thị ?-575 TCN         | Ngụy Kỹ Lã thị ?-575 TCN         | Ngụy Kỹ Lã thị ?-575 TCN         |  |  | Ngụy Điệu tử Ngụy Khỏa                              | Ngụy Điệu tử Ngụy Khỏa                              | Ngụy Điệu tử Ngụy Khỏa                              | Ngụy Điệu tử Ngụy Khỏa                              | Ngụy Điệu tử Ngụy Khỏa                              | Ngụy Điệu tử Ngụy Khỏa                              |  |  |                                |                                |                                |                                |                                |                                |  |  |  |  |  |  |  |  |  |  |  |  |  |  |  |  |  |  |  |  |  |  |
| Lệnh Hồ Văn tử Ngụy Hiệt ?-570 TCN | Lệnh Hồ Văn tử Ngụy Hiệt ?-570 TCN | Lệnh Hồ Văn tử Ngụy Hiệt ?-570 TCN | Lệnh Hồ Văn tử Ngụy Hiệt ?-570 TCN | Lệnh Hồ Văn tử Ngụy Hiệt ?-570 TCN | Lệnh Hồ Văn tử Ngụy Hiệt ?-570 TCN |  |  | Lã Tuyên tử Ngụy Tương ?-622 TCN | Lã Tuyên tử Ngụy Tương ?-622 TCN | Lã Tuyên tử Ngụy Tương ?-622 TCN | Lã Tuyên tử Ngụy Tương ?-622 TCN | Lã Tuyên tử Ngụy Tương ?-622 TCN | Lã Tuyên tử Ngụy Tương ?-622 TCN |  |  | Ngụy Trang tử Ngụy Giáng                            | Ngụy Trang tử Ngụy Giáng                            | Ngụy Trang tử Ngụy Giáng                            | Ngụy Trang tử Ngụy Giáng                            | Ngụy Trang tử Ngụy Giáng                            | Ngụy Trang tử Ngụy Giáng                            |  |  |                                |                                |                                |                                |                                |                                |  |  |  |  |  |  |  |  |  |  |  |  |  |  |  |  |  |  |  |  |  |  |
| Lệnh Hồ Văn tử Ngụy Hiệt ?-570 TCN | Lệnh Hồ Văn tử Ngụy Hiệt ?-570 TCN | Lệnh Hồ Văn tử Ngụy Hiệt ?-570 TCN | Lệnh Hồ Văn tử Ngụy Hiệt ?-570 TCN | Lệnh Hồ Văn tử Ngụy Hiệt ?-570 TCN | Lệnh Hồ Văn tử Ngụy Hiệt ?-570 TCN |  |  | Lã Tuyên tử Ngụy Tương ?-622 TCN | Lã Tuyên tử Ngụy Tương ?-622 TCN | Lã Tuyên tử Ngụy Tương ?-622 TCN | Lã Tuyên tử Ngụy Tương ?-622 TCN | Lã Tuyên tử Ngụy Tương ?-622 TCN | Lã Tuyên tử Ngụy Tương ?-622 TCN |  |  | Ngụy Trang tử Ngụy Giáng                            | Ngụy Trang tử Ngụy Giáng                            | Ngụy Trang tử Ngụy Giáng                            | Ngụy Trang tử Ngụy Giáng                            | Ngụy Trang tử Ngụy Giáng                            | Ngụy Trang tử Ngụy Giáng                            |  |  |                                |                                |                                |                                |                                |                                |  |  |  |  |  |  |  |  |  |  |  |  |  |  |  |  |  |  |  |  |  |  |
|                                    |                                    |                                    |                                    |                                    |                                    |  |  |                                  |                                  |                                  |                                  |                                  |                                  |  |  | Ngụy Hiến Tử Ngụy Thư 565 TCN - 509 TCN             |                                                     |                                                     |                                                     |                                                     |                                                     |  |  |                                |                                |                                |                                |                                |                                |  |  |  |  |  |  |  |  |  |  |  |  |  |  |  |  |  |  |  |  |  |  |
|                                    |                                    |                                    |                                    |                                    |                                    |  |  |                                  |                                  |                                  |                                  |                                  |                                  |  |  |                                                     |                                                     |                                                     |                                                     |                                                     |                                                     |  |  |                                |                                |                                |                                |                                |                                |  |  |  |  |  |  |  |  |  |  |  |  |  |  |  |  |  |  |  |  |  |  |
|                                    |                                    |                                    |                                    |                                    |                                    |  |  |                                  |                                  |                                  |                                  |                                  |                                  |  |  |                                                     |                                                     |                                                     |                                                     |                                                     |                                                     |  |  |                                |                                |                                |                                |                                |                                |  |  |  |  |  |  |  |  |  |  |  |  |  |  |  |  |  |  |  |  |  |  |
|                                    |                                    |                                    |                                    |                                    |                                    |  |  |                                  |                                  |                                  |                                  |                                  |                                  |  |  | Ngụy Giản tử Ngụy Thủ                               | Ngụy Giản tử Ngụy Thủ                               | Ngụy Giản tử Ngụy Thủ                               | Ngụy Giản tử Ngụy Thủ                               | Ngụy Giản tử Ngụy Thủ                               | Ngụy Giản tử Ngụy Thủ                               |  |  | Ngụy Mậu                       | Ngụy Mậu                       | Ngụy Mậu                       | Ngụy Mậu                       | Ngụy Mậu                       | Ngụy Mậu                       |  |  |  |  |  |  |  |  |  |  |  |  |  |  |  |  |  |  |  |  |  |  |
|                                    |                                    |                                    |                                    |                                    |                                    |  |  |                                  |                                  |                                  |                                  |                                  |                                  |  |  | Ngụy Giản tử Ngụy Thủ                               | Ngụy Giản tử Ngụy Thủ                               | Ngụy Giản tử Ngụy Thủ                               | Ngụy Giản tử Ngụy Thủ                               | Ngụy Giản tử Ngụy Thủ                               | Ngụy Giản tử Ngụy Thủ                               |  |  | Ngụy Mậu                       | Ngụy Mậu                       | Ngụy Mậu                       | Ngụy Mậu                       | Ngụy Mậu                       | Ngụy Mậu                       |  |  |  |  |  |  |  |  |  |  |  |  |  |  |  |  |  |  |  |  |  |  |
|                                    |                                    |                                    |                                    |                                    |                                    |  |  |                                  |                                  |                                  |                                  |                                  |                                  |  |  | Ngụy Tương tử Ngụy Man Đa                           |                                                     |                                                     |                                                     |                                                     |                                                     |  |  |                                |                                |                                |                                |                                |                                |  |  |  |  |  |  |  |  |  |  |  |  |  |  |  |  |  |  |  |  |  |  |
|                                    |                                    |                                    |                                    |                                    |                                    |  |  |                                  |                                  |                                  |                                  |                                  |                                  |  |  |                                                     |                                                     |                                                     |                                                     |                                                     |                                                     |  |  |                                |                                |                                |                                |                                |                                |  |  |  |  |  |  |  |  |  |  |  |  |  |  |  |  |  |  |  |  |  |  |
|                                    |                                    |                                    |                                    |                                    |                                    |  |  |                                  |                                  |                                  |                                  |                                  |                                  |  |  | Ngụy Hoàn tử Ngụy Câu ?-446 TCN                     |                                                     |                                                     |                                                     |                                                     |                                                     |  |  |                                |                                |                                |                                |                                |                                |  |  |  |  |  |  |  |  |  |  |  |  |  |  |  |  |  |  |  |  |  |  |
|                                    |                                    |                                    |                                    |                                    |                                    |  |  |                                  |                                  |                                  |                                  |                                  |                                  |  |  |                                                     |                                                     |                                                     |                                                     |                                                     |                                                     |  |  |                                |                                |                                |                                |                                |                                |  |  |  |  |  |  |  |  |  |  |  |  |  |  |  |  |  |  |  |  |  |  |
|                                    |                                    |                                    |                                    |                                    |                                    |  |  |                                  |                                  |                                  |                                  |                                  |                                  |  |  |                                                     |                                                     |                                                     |                                                     |                                                     |                                                     |  |  |                                |                                |                                |                                |                                |                                |  |  |  |  |  |  |  |  |  |  |  |  |  |  |  |  |  |  |  |  |  |  |
|                                    |                                    |                                    |                                    |                                    |                                    |  |  |                                  |                                  |                                  |                                  |                                  |                                  |  |  | (1)Ngụy Văn hầu Ngụy Tư ?-424 TCN - 396 TCN         | (1)Ngụy Văn hầu Ngụy Tư ?-424 TCN - 396 TCN         | (1)Ngụy Văn hầu Ngụy Tư ?-424 TCN - 396 TCN         | (1)Ngụy Văn hầu Ngụy Tư ?-424 TCN - 396 TCN         | (1)Ngụy Văn hầu Ngụy Tư ?-424 TCN - 396 TCN         | (1)Ngụy Văn hầu Ngụy Tư ?-424 TCN - 396 TCN         |  |  | Ngụy Thành                     | Ngụy Thành                     | Ngụy Thành                     | Ngụy Thành                     | Ngụy Thành                     | Ngụy Thành                     |  |  |  |  |  |  |  |  |  |  |  |  |  |  |  |  |  |  |  |  |  |  |
|                                    |                                    |                                    |                                    |                                    |                                    |  |  |                                  |                                  |                                  |                                  |                                  |                                  |  |  | (1)Ngụy Văn hầu Ngụy Tư ?-424 TCN - 396 TCN         | (1)Ngụy Văn hầu Ngụy Tư ?-424 TCN - 396 TCN         | (1)Ngụy Văn hầu Ngụy Tư ?-424 TCN - 396 TCN         | (1)Ngụy Văn hầu Ngụy Tư ?-424 TCN - 396 TCN         | (1)Ngụy Văn hầu Ngụy Tư ?-424 TCN - 396 TCN         | (1)Ngụy Văn hầu Ngụy Tư ?-424 TCN - 396 TCN         |  |  | Ngụy Thành                     | Ngụy Thành                     | Ngụy Thành                     | Ngụy Thành                     | Ngụy Thành                     | Ngụy Thành                     |  |  |  |  |  |  |  |  |  |  |  |  |  |  |  |  |  |  |  |  |  |  |
|                                    |                                    |                                    |                                    |                                    |                                    |  |  |                                  |                                  |                                  |                                  |                                  |                                  |  |  |                                                     |                                                     |                                                     |                                                     |                                                     |                                                     |  |  |                                |                                |                                |                                |                                |                                |  |  |  |  |  |  |  |  |  |  |  |  |  |  |  |  |  |  |  |  |  |  |
|                                    |                                    |                                    |                                    |                                    |                                    |  |  |                                  |                                  |                                  |                                  |                                  |                                  |  |  | (2)Ngụy Vũ hầu Ngụy Kích ?-396 TCN - 370 TCN        | (2)Ngụy Vũ hầu Ngụy Kích ?-396 TCN - 370 TCN        | (2)Ngụy Vũ hầu Ngụy Kích ?-396 TCN - 370 TCN        | (2)Ngụy Vũ hầu Ngụy Kích ?-396 TCN - 370 TCN        | (2)Ngụy Vũ hầu Ngụy Kích ?-396 TCN - 370 TCN        | (2)Ngụy Vũ hầu Ngụy Kích ?-396 TCN - 370 TCN        |  |  | Thiếu tử Chí                   | Thiếu tử Chí                   | Thiếu tử Chí                   | Thiếu tử Chí                   | Thiếu tử Chí                   | Thiếu tử Chí                   |  |  |  |  |  |  |  |  |  |  |  |  |  |  |  |  |  |  |  |  |  |  |
|                                    |                                    |                                    |                                    |                                    |                                    |  |  |                                  |                                  |                                  |                                  |                                  |                                  |  |  | (2)Ngụy Vũ hầu Ngụy Kích ?-396 TCN - 370 TCN        | (2)Ngụy Vũ hầu Ngụy Kích ?-396 TCN - 370 TCN        | (2)Ngụy Vũ hầu Ngụy Kích ?-396 TCN - 370 TCN        | (2)Ngụy Vũ hầu Ngụy Kích ?-396 TCN - 370 TCN        | (2)Ngụy Vũ hầu Ngụy Kích ?-396 TCN - 370 TCN        | (2)Ngụy Vũ hầu Ngụy Kích ?-396 TCN - 370 TCN        |  |  | Thiếu tử Chí                   | Thiếu tử Chí                   | Thiếu tử Chí                   | Thiếu tử Chí                   | Thiếu tử Chí                   | Thiếu tử Chí                   |  |  |  |  |  |  |  |  |  |  |  |  |  |  |  |  |  |  |  |  |  |  |
|                                    |                                    |                                    |                                    |                                    |                                    |  |  |                                  |                                  |                                  |                                  |                                  |                                  |  |  |                                                     |                                                     |                                                     |                                                     |                                                     |                                                     |  |  |                                |                                |                                |                                |                                |                                |  |  |  |  |  |  |  |  |  |  |  |  |  |  |  |  |  |  |  |  |  |  |
|                                    |                                    |                                    |                                    |                                    |                                    |  |  |                                  |                                  |                                  |                                  |                                  |                                  |  |  | (3)Ngụy Huệ Thành vương Ngụy Oanh 400-370 TCN - 319 | (3)Ngụy Huệ Thành vương Ngụy Oanh 400-370 TCN - 319 | (3)Ngụy Huệ Thành vương Ngụy Oanh 400-370 TCN - 319 | (3)Ngụy Huệ Thành vương Ngụy Oanh 400-370 TCN - 319 | (3)Ngụy Huệ Thành vương Ngụy Oanh 400-370 TCN - 319 | (3)Ngụy Huệ Thành vương Ngụy Oanh 400-370 TCN - 319 |  |  | Ngụy Hoãn                      | Ngụy Hoãn                      | Ngụy Hoãn                      | Ngụy Hoãn                      | Ngụy Hoãn                      | Ngụy Hoãn                      |  |  |  |  |  |  |  |  |  |  |  |  |  |  |  |  |  |  |  |  |  |  |
|                                    |                                    |                                    |                                    |                                    |                                    |  |  |                                  |                                  |                                  |                                  |                                  |                                  |  |  | (3)Ngụy Huệ Thành vương Ngụy Oanh 400-370 TCN - 319 | (3)Ngụy Huệ Thành vương Ngụy Oanh 400-370 TCN - 319 | (3)Ngụy Huệ Thành vương Ngụy Oanh 400-370 TCN - 319 | (3)Ngụy Huệ Thành vương Ngụy Oanh 400-370 TCN - 319 | (3)Ngụy Huệ Thành vương Ngụy Oanh 400-370 TCN - 319 | (3)Ngụy Huệ Thành vương Ngụy Oanh 400-370 TCN - 319 |  |  | Ngụy Hoãn                      | Ngụy Hoãn                      | Ngụy Hoãn                      | Ngụy Hoãn                      | Ngụy Hoãn                      | Ngụy Hoãn                      |  |  |  |  |  |  |  |  |  |  |  |  |  |  |  |  |  |  |  |  |  |  |
|                                    |                                    |                                    |                                    |                                    |                                    |  |  |                                  |                                  |                                  |                                  |                                  |                                  |  |  |                                                     |                                                     |                                                     |                                                     |                                                     |                                                     |  |  |                                |                                |                                |                                |                                |                                |  |  |  |  |  |  |  |  |  |  |  |  |  |  |  |  |  |  |  |  |  |  |
|                                    |                                    |                                    |                                    |                                    |                                    |  |  | Thái tử Thân                     | Thái tử Thân                     | Thái tử Thân                     | Thái tử Thân                     | Thái tử Thân                     | Thái tử Thân                     |  |  | (4)Ngụy Tương vương Ngụy Tự ?-319 TCN - 296 TCN     | (4)Ngụy Tương vương Ngụy Tự ?-319 TCN - 296 TCN     | (4)Ngụy Tương vương Ngụy Tự ?-319 TCN - 296 TCN     | (4)Ngụy Tương vương Ngụy Tự ?-319 TCN - 296 TCN     | (4)Ngụy Tương vương Ngụy Tự ?-319 TCN - 296 TCN     | (4)Ngụy Tương vương Ngụy Tự ?-319 TCN - 296 TCN     |  |  | Công tử Hách                   | Công tử Hách                   | Công tử Hách                   | Công tử Hách                   | Công tử Hách                   | Công tử Hách                   |  |  |  |  |  |  |  |  |  |  |  |  |  |  |  |  |  |  |  |  |  |  |
|                                    |                                    |                                    |                                    |                                    |                                    |  |  | Thái tử Thân                     | Thái tử Thân                     | Thái tử Thân                     | Thái tử Thân                     | Thái tử Thân                     | Thái tử Thân                     |  |  | (4)Ngụy Tương vương Ngụy Tự ?-319 TCN - 296 TCN     | (4)Ngụy Tương vương Ngụy Tự ?-319 TCN - 296 TCN     | (4)Ngụy Tương vương Ngụy Tự ?-319 TCN - 296 TCN     | (4)Ngụy Tương vương Ngụy Tự ?-319 TCN - 296 TCN     | (4)Ngụy Tương vương Ngụy Tự ?-319 TCN - 296 TCN     | (4)Ngụy Tương vương Ngụy Tự ?-319 TCN - 296 TCN     |  |  | Công tử Hách                   | Công tử Hách                   | Công tử Hách                   | Công tử Hách                   | Công tử Hách                   | Công tử Hách                   |  |  |  |  |  |  |  |  |  |  |  |  |  |  |  |  |  |  |  |  |  |  |
|                                    |                                    |                                    |                                    |                                    |                                    |  |  |                                  |                                  |                                  |                                  |                                  |                                  |  |  |                                                     |                                                     |                                                     |                                                     |                                                     |                                                     |  |  |                                |                                |                                |                                |                                |                                |  |  |  |  |  |  |  |  |  |  |  |  |  |  |  |  |  |  |  |  |  |  |
|                                    |                                    |                                    |                                    |                                    |                                    |  |  | Thái tử Chính                    | Thái tử Chính                    | Thái tử Chính                    | Thái tử Chính                    | Thái tử Chính                    | Thái tử Chính                    |  |  | (5)Ngụy Chiêu vương Ngụy Sắc ?-296 TCN - 277 TCN    | (5)Ngụy Chiêu vương Ngụy Sắc ?-296 TCN - 277 TCN    | (5)Ngụy Chiêu vương Ngụy Sắc ?-296 TCN - 277 TCN    | (5)Ngụy Chiêu vương Ngụy Sắc ?-296 TCN - 277 TCN    | (5)Ngụy Chiêu vương Ngụy Sắc ?-296 TCN - 277 TCN    | (5)Ngụy Chiêu vương Ngụy Sắc ?-296 TCN - 277 TCN    |  |  |                                |                                |                                |                                |                                |                                |  |  |  |  |  |  |  |  |  |  |  |  |  |  |  |  |  |  |  |  |  |  |
|                                    |                                    |                                    |                                    |                                    |                                    |  |  | Thái tử Chính                    | Thái tử Chính                    | Thái tử Chính                    | Thái tử Chính                    | Thái tử Chính                    | Thái tử Chính                    |  |  | (5)Ngụy Chiêu vương Ngụy Sắc ?-296 TCN - 277 TCN    | (5)Ngụy Chiêu vương Ngụy Sắc ?-296 TCN - 277 TCN    | (5)Ngụy Chiêu vương Ngụy Sắc ?-296 TCN - 277 TCN    | (5)Ngụy Chiêu vương Ngụy Sắc ?-296 TCN - 277 TCN    | (5)Ngụy Chiêu vương Ngụy Sắc ?-296 TCN - 277 TCN    | (5)Ngụy Chiêu vương Ngụy Sắc ?-296 TCN - 277 TCN    |  |  |                                |                                |                                |                                |                                |                                |  |  |  |  |  |  |  |  |  |  |  |  |  |  |  |  |  |  |  |  |  |  |
|                                    |                                    |                                    |                                    |                                    |                                    |  |  |                                  |                                  |                                  |                                  |                                  |                                  |  |  |                                                     |                                                     |                                                     |                                                     |                                                     |                                                     |  |  |                                |                                |                                |                                |                                |                                |  |  |  |  |  |  |  |  |  |  |  |  |  |  |  |  |  |  |  |  |  |  |
|                                    |                                    |                                    |                                    |                                    |                                    |  |  |                                  |                                  |                                  |                                  |                                  |                                  |  |  | (6)Ngụy An Ly vương Ngụy Ngữ ?-277 TCN - 243 TCN    | (6)Ngụy An Ly vương Ngụy Ngữ ?-277 TCN - 243 TCN    | (6)Ngụy An Ly vương Ngụy Ngữ ?-277 TCN - 243 TCN    | (6)Ngụy An Ly vương Ngụy Ngữ ?-277 TCN - 243 TCN    | (6)Ngụy An Ly vương Ngụy Ngữ ?-277 TCN - 243 TCN    | (6)Ngụy An Ly vương Ngụy Ngữ ?-277 TCN - 243 TCN    |  |  | Tín Lăng quân Ngụy Vô Kị ?-243 | Tín Lăng quân Ngụy Vô Kị ?-243 | Tín Lăng quân Ngụy Vô Kị ?-243 | Tín Lăng quân Ngụy Vô Kị ?-243 | Tín Lăng quân Ngụy Vô Kị ?-243 | Tín Lăng quân Ngụy Vô Kị ?-243 |  |  |  |  |  |  |  |  |  |  |  |  |  |  |  |  |  |  |  |  |  |  |
|                                    |                                    |                                    |                                    |                                    |                                    |  |  |                                  |                                  |                                  |                                  |                                  |                                  |  |  | (6)Ngụy An Ly vương Ngụy Ngữ ?-277 TCN - 243 TCN    | (6)Ngụy An Ly vương Ngụy Ngữ ?-277 TCN - 243 TCN    | (6)Ngụy An Ly vương Ngụy Ngữ ?-277 TCN - 243 TCN    | (6)Ngụy An Ly vương Ngụy Ngữ ?-277 TCN - 243 TCN    | (6)Ngụy An Ly vương Ngụy Ngữ ?-277 TCN - 243 TCN    | (6)Ngụy An Ly vương Ngụy Ngữ ?-277 TCN - 243 TCN    |  |  | Tín Lăng quân Ngụy Vô Kị ?-243 | Tín Lăng quân Ngụy Vô Kị ?-243 | Tín Lăng quân Ngụy Vô Kị ?-243 | Tín Lăng quân Ngụy Vô Kị ?-243 | Tín Lăng quân Ngụy Vô Kị ?-243 | Tín Lăng quân Ngụy Vô Kị ?-243 |  |  |  |  |  |  |  |  |  |  |  |  |  |  |  |  |  |  |  |  |  |  |
|                                    |                                    |                                    |                                    |                                    |                                    |  |  |                                  |                                  |                                  |                                  |                                  |                                  |  |  | (7)Ngụy Cảnh Mẫn vương Ngụy Ngọ ?-243 TCN - 228 TCN |                                                     |                                                     |                                                     |                                                     |                                                     |  |  |                                |                                |                                |                                |                                |                                |  |  |  |  |  |  |  |  |  |  |  |  |  |  |  |  |  |  |  |  |  |  |
|                                    |                                    |                                    |                                    |                                    |                                    |  |  |                                  |                                  |                                  |                                  |                                  |                                  |  |  |                                                     |                                                     |                                                     |                                                     |                                                     |                                                     |  |  |                                |                                |                                |                                |                                |                                |  |  |  |  |  |  |  |  |  |  |  |  |  |  |  |  |  |  |  |  |  |  |
|                                    |                                    |                                    |                                    |                                    |                                    |  |  |                                  |                                  |                                  |                                  |                                  |                                  |  |  | (8)Ngụy vương Giả ?-228 TCN - 225 TCN               |                                                     |                                                     |                                                     |                                                     |                                                     |  |  |                                |                                |                                |                                |                                |                                |  |  |  |  |  |  |  |  |  |  |  |  |  |  |  |  |  |  |  |  |  |  |